# Li Chunxiu
Li Chunxiu (chinesisch 李春秀, Pinyin Lǐ Chūnxiù; * 13. August 1969) ist eine ehemalige chinesische Geherin.
Ihr größter Erfolg war der Gewinn der Bronzemedaille über 10 km auf der Straße bei den Olympischen Spielen 1992 in Barcelona. Das Ziel erreichte sie zwar nur als fünfte hinter Alina Iwanowa, Chen Yueling, Jelena Nikolajewa und Ileana Salvador. Iwanowa und Salvador wurden jedoch wegen Verlusts des Bodenkontaktes während des Schlussspurts disqualifiziert, so dass Li in der Wertung auf den dritten Platz vorrückte.
Daneben siegte sie 1993 bei den Ostasien-Spielen in Shanghai und gewann im selben Jahr bei den Asienmeisterschaften in Manila die Silbermedaille auf der 10.000-Meter-Bahndistanz.
Li Chunxiu hatte bei einer Körpergröße von 1,70 m ein Wettkampfgewicht von 60 kg. Beim Fackellauf im Vorfeld der Olympischen Spiele 2008 in Peking wurde sie als Fackelträgerin eingesetzt.